# 敖德萨州州长
敖德萨州州长（烏克蘭語：Одеська обласна державна адміністрація）是敖德萨州行政部门的负责人。该职位由乌克兰总统任命。现任州长为奥列格·基佩尔。